# Vedlavklubba
Vedlavklubba (Multiclavula mucida) är en lavart som först beskrevs av Christiaan Hendrik Persoon, och fick sitt nu gällande namn av R.H. Petersen 1967. Enligt Catalogue of Life ingår Vedlavklubba i släktet Multiclavula,  och familjen Clavulinaceae, men enligt Dyntaxa är tillhörigheten istället släktet Multiclavula,  och familjen fingersvampar. Arten är reproducerande i Sverige. Inga underarter finns listade i Catalogue of Life.